# Susan Butcher
Susan Howlet Butcher (26 de desembre de 1954- 5 d'agost de 2006) va ser una múixer o guia de trineu de gossos nord-americà, i va ser la segona dona a guanyar la Iditarod Trail Sled Dog Race l'any 1986, va queadt segona  en quatre ocasions el 1990 i la primera a guanyar quatre de cada cinc anys consecutius. Susan és commemorada a Alaska pel Susan Butcher Day.

## Trajectòria
Susan Butcher va néixer a Cambridge (Massachusetts), era una amant dels gossos i de l'aire lliure. Va estudiar a l'escola secundària Warehouse Cooperative School i a la Universitat Estatal de Colorado on es va llicenciar com a  veterinària.
Per tal de seguir la seva passió per les curses de trineus tirats per gossos i la cria de huskies, es va establir a la regió de les Muntanyes Wrangell, a Alaska. Allà, Butcher va començar a preparar-se per competir a la Iditarod Trail Sled Dog Race, una exigent competició d'entre 1.112 i 1.131 milles sota condicions de torb àrtic al desert d'Alaska, que desafia la resistència de gossos i múixers durant una o dues setmanes. Va dedicar dos anys a treballar amb el fundador de l'Iditarod, Joe Redington, a canvi de gossos per formar el seu equip. El 1979, ella i Redington, juntament amb Ray Genet i altres dos, van aconseguir la primera ascensió en trineu tirat per gossos a la muntanya Denali.
Després de prendre part en diferents Iditarods, Butcher es va veure obligada a retirar-se a principis de l'any 1985 quan dos dels seus gossos van ser assassinats per un alci embogit i malgrat els intents de Susan Butcher per allunyar a l'animal, els altres tretze gossos van resultar ferits. Libby Riddles, va fer front a una tempesta de neu i es va convertir en la primera dona a guanyar el Iditarod aquest any.
Butcher, amb més experiència, va triomfar a la següent competició l'any 1986 i posteriorment va obtenir la victòria novament els anys 1987, 1988 i 1990. D'aquesta manera, es va sumar a altres campions de quatre proves: Martin Buser, Jeff King, Lance Mackey i Doug Swingley, Dallas Seavey i Rick Swenson, aquest darrer amb cinc triomfs.
Butcher es casà amb el company múixer, David Monson el dia 2 de setembre de 1985 i van tenir dues filles, Tekla i Chisana.
Va mantenir el rècord de velocitat de l'Iditarod des del 1986 fins al 1992, superant els seus propis rècords els anys 1987 i 1990. Els seus altres rècords de velocitat inclouen el Norton Sound 250, el Kobuk 220, el Kuskokwim 300 i la Marató de Trineus de Gossos John Beargrease. Es va retirar de la competició l'any 1995.
Els seus èxits van captar l'atenció dels mitjans a finals de la dècada de 1980, i va rebre nombrosos guardons, com el Premi a l'Atleta Amateur de l'Any de la Fundació Nacional d'Esports Femenins i l'Atleta Tanqueray de l'Any. També va obtenir el Premi Victor dels Estats Units com a Atleta femenina de l'any durant dos anys consecutius. L'any 2007, Susan va ser incorporada al Saló de la Fama dels Esports d'Alaska com un dels cinc membres fundadors de la classe inaugural.
El 2 de desembre de 2005,  li van diagnosticar leucèmia mieloide aguda, que s'havia manifestat com un trastorn sanguini tres anys abans. Es va sotmetre a un tractament amb quimioteràpia a la Universitat de Washington i va rebre un trasplantament de medul·la òssia el 17 de maig de 2006, després que el càncer remetés.
Butcher va morir el 5 d'agost de 2006, després de lluitar contra la malaltia de l'empelt contra l'hoste i descobrir que el càncer havia reaparegut.
L'1 de març de 2008, Susan Butcher va ser homenatjada per l'Estat d'Alaska just abans de l'inici de l'Iditarod 2008. La governadora Sarah Palin va signar un projecte de llei que establia el primer dissabte de cada mes de març com el Dia de Susan Butcher. Aquesta data coincideix amb l'inici tradicional de l'Iditarod cada any i ofereix una oportunitat perquè les persones "recordin la vida de Susan Butcher, una inspiració per als habitants d'Alaska i per a milions de persones arreu del món".